# Pannonia Allstars Ska Orchestra
Pannonia Allstars Ska Orchestra (okrajšano PASO) so madžarska ska skupina, ki je nastala leta 2003 v Budimpešti. Njihov slog je fuzija skaja in reggaeja z jazzovskimi melodijami ter elementi madžarske ljudske glasbe.
Skupina šteje okrog 11 članov in nima povsem stalne zasedbe, predvsem v prvih letih so se člani pogosto menjali. Pozornost so pritegnili že z demo albumom, ki je postal eden najbolj kopiranih in pretakanih madžarskih albumov leta 2003, dve leti kasneje pa sta sledila album v živo All Night Long – Live at Artemovszk in prvi studijski album Budapest Ska Mood. Na slednjem, ki je izšel pri ameriški založbi Megalith Records, specializirani za ska, je sodelovalo nekaj vidnejših ska glabenikov, kot sta King Django in Dr. Ring-Ding. Rezultat je bila raznolika mešanica jamajških zvokov, od tradicionalnega skaja in 2 tonea do reggae ritmov in duba. Do zdaj so poleg demo albuma izdali štiri studijske albume in več drugih. Med lahkotnejšimi besedili so tudi družbenokritična sporočila, predvsem pozivi proti rasizmu.
Kmalu so postali ena najprepoznavnejših koncertnih skupin v domovini in približali svoj glasbeni slog najširšemu občinstvu. Leta 2008 so nastopili na glavnem odru festivala Sziget. Člani so se lotili tudi vrste stranskih projektov, med drugim so uredili kompilacijo madžarskega skaja, začeli ustvarjati redno radijsko oddajo in ustanovili klub. Pod imenom PASO's Roots Rockers (v isti zasedbi) igrajo glasbo pionirjev skaja in reggaeja.

## Diskografija

### Studijski albumi
- Pannonia Allstars Ska Orchestra - Demo (samozaložba, 2003)
- Budapest Ska Mood (Megalith, 2005)
- The Return of The Pannonians (Megalith, 2008)
- Feel the Riddim! (Megadó Kiadó/Megalith, 2009)
- Lovemonster(Megadó Kiadó/Megalith, 2012)